# پیشوند وکالت
شبکه های IP به طور منطقی به زیرشبکه ها تقسیم می شوند. رایانه های موجود در زیرشبکه یکسان دارای پیشوند آدرس یکسانی هستند. به عنوان مثال، در یک شبکه خانگی معمولی با پروتکل اینترنت قدیمی نسخه 4 ، پیشوند شبکه چیزی شبیه به 192.168.1.0/24 است، همانطور که در نماد CIDR بیان شده است.
این مقاله در حال ترجمه می باشد و به زودی ترجمه آن به پایان می رسد. لطفا از حذف آن خودداری فرمایید
با IPv4، معمولاً شبکه های خانگی از آدرس های خصوصی (تعریف شده درRFC&nbsp;1918  ) که در اینترنت عمومی غیر قابل مسیریابی هستند و از ترجمه آدرس برای تبدیل به آدرس های قابل مسیریابی هنگام اتصال به هاست های خارج از شبکه محلی استفاده می کنند. شبکه های تجاری معمولاً دارای پیشوندهای زیرشبکه ای هستند که به صورت دستی ارائه شده اند. در IPv6 از آدرس‌های سراسری سرتاسر استفاده می‌شود، بنابراین حتی شبکه‌های خانگی ممکن است نیاز به توزیع آدرس‌های IP عمومی و قابل مسیریابی به میزبان‌ها داشته باشند.
از آنجایی که ارائه دستی شبکه‌ها در مقیاس عملی نیست، در شبکه IPv6 ، پیشوند پیشوند DHCPv6 برای اختصاص پیشوند آدرس شبکه و پیکربندی خودکار و تهیه آدرس‌های قابل مسیریابی عمومی برای شبکه استفاده می‌شود. روشی که برای مثال در مورد یک شبکه خانگی کار می کند به این صورت است که روتر خانگی از پروتکل DHCPv6 برای درخواست پیشوند شبکه از سرور DHCPv6 ISP استفاده می کند. پس از تخصیص، ISP این شبکه را به مسیریاب خانگی مشتری هدایت می کند و روتر خانگی شروع به تبلیغ آدرس های جدید به هاست های موجود در شبکه می کند، یا از طریق SLAAC یا با استفاده از DHCPv6.